# Homogenia bicolor
Homogenia bicolor är en tvåvingeart som först beskrevs av Jacques-Marie-Frangile Bigot 1876.  Homogenia bicolor ingår i släktet Homogenia och familjen parasitflugor. Inga underarter finns listade i Catalogue of Life.